# Сардаров, Канат Дженисович
Канат Дженисович Сардаров (6 октября 1975) — киргизский футболист, защитник и полузащитник. Выступал за сборную Кыргызстана.

## Биография

### Клубная карьера
Начал взрослую карьеру в первом сезоне независимого чемпионата Кыргызстана в клубе «Намыс» (Талас). На следующий год выступал за второй состав бишкекской «Алги».
В 1994 году перешёл в «Кант-Ойл», с которым в 1994 и 1995 годах стал двукратным чемпионом страны. В 1996 году перешёл в бишкекское «Динамо», с которым в сезонах 1997 и 1998 завоёвывал золотые медали чемпионата.
В 1999 году перешёл в казахстанский клуб «Жетысу», однако там ни разу не вышел на поле. В том же сезоне перешёл в «Шахтёр» (Караганда), сыграл в его составе 12 матчей в чемпионате Казахстана, однако команда выступила неудачно, заняв 16-е место.
После возвращения в Кыргызстан играл за «СКА ПВО», с которым стал чемпионом и обладателем Кубка Кыргызстана 2000 и 2002 годов. Часть сезона 2001 года провёл в составе «Дордоя».
В последние годы карьеры выступал за клуб «Абдыш-Ата», в его составе в 2006 году стал серебряным призёром чемпионата.

### Карьера в сборной
Выступал за олимпийскую сборную Кыргызстана.
В национальной сборной Кыргызстана дебютировал 6 июня 1997 года в отборочном матче чемпионата мира против Мальдив, заменив на 68-й минуте Александра Корзанова. Первый гол забил в своём третьем матче, 11 июня 1997 года в ворота Сирии. Затем в течение нескольких лет нерегулярно играл за сборную.
Всего в составе сборной Кыргызстана в 1997—2004 годах сыграл 9 матчей и забил один гол.
Также играл за национальную сборную по мини-футболу.